# Кёльн-Линденталь
Линденталь (нем. Lindenthal) — третий округ города Кёльн в Германии.

## Описание округа

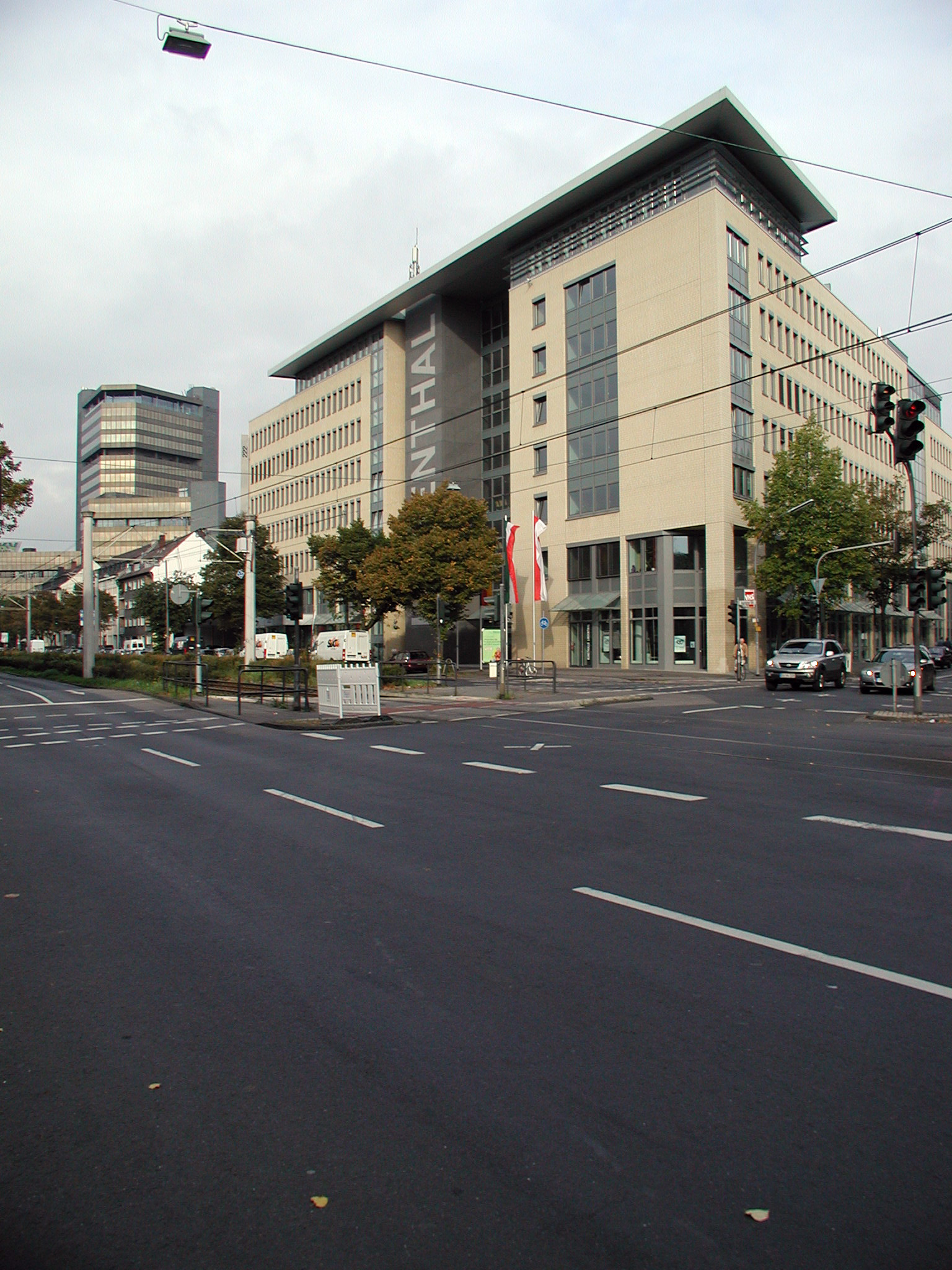
Здание районной ратуши на Аахенерштрассе

Линденталь является городским округом (Stadtbezirk) Кёльна и делится на девять городских частей (районов) (Stadtteil): Браунсфельд, Юнкерсдорф, Клеттенберг, Линденталь, Лёвених, Мюнгерсдорф, Зюльц, Вайден, Виддерсдорф.
Географически Линденталь является самым западным городским округом Кёльна. Состоит из жилых кварталов в Линдентале и Браунсфельде с обширными парками и скверами как Штадтвальд и Декштайнер Вайер Decksteiner Weiher - это пруд в парке; оживлённых торговых улиц, как Дюренерштрассе, Аахенерштрассе, Люксембургерштрассе. Также в округе совмещены жилая зона с коммерческим сектором, как в Зюльце, либо исключительно коммерческая зона, как в Марсдорфе, находящемся на границе с Фрехеном.
Аахенерштрассе и Дюренерштрассе в городской части Линденталь, также как Берренратерштрассе и Люксембургерштрассе в городской части Зюльц относятся к самым важным и крупным улицам городского округа, на которых находится много магазинов, школ и тд.

## История
Так как город Кёльн был основан в качестве римской колонии в Германии, Линденталь сохранил некоторые свидетельства античности. Среди них, остатки римского акведука, римские кладбища в городской части Вайден, а также римские сокровища Старо-Святого Стефана, «Крилер Дом» и католическая базилика Святого Северина в городской части Лёвених.
В обширной сельской местности были основаны усадьбы, как Фронхоф, находящийся в прежнем центре Юнкерсдорфа. В 1872 году в Кёльн было включено поместье Линденбург. В начале 20 века здесь было оборудовано городское лечебное заведение Линденбург-Кёльн, из которой позже произошла университетская клиника.
Включение городских частей Браунсфельд, Клеттенберг, Линденталь, Мюнгерсдорф и Зюльц в состав Кёльна произошло в 1888 году; остальные городские части были присоединены к городу в 1975 году. Последние относились ранее к Кёльнскому региону, который после реформы местного самоуправления был частично передан в состав региона Рейн-Эрфт.

## Население
К городскому округу в общей сложности относится девять городских частей (районов) общей площадью 41,6 км², где проживает 141 187 человек. Плотность населения составляет 3396 человек на км².

## Объекты в округе
Здесь расположен знаменитый Кёльнский университет, кладбище Мелатен, Макс-Планк институт, стадион Рейн Энерги, институт физкультуры и спорта.